# Hopeless Records
La Hopeless Records è un'etichetta discografica indipendente con sede a Van Nuys, Los Angeles, in California, fondata il 4 dicembre 1993. La casa discografica si è da sempre interessata alla musica punk rock e pop punk, ma ha cominciato ad espandere i propri confini mettendo sotto contratto band di generi come il rap e l'elettronica. Dal 2006 il catologo viene distribuito in Europa dalla Rude Records.
Facente parte della Hopeless è l'etichetta Sub City Records, che organizza concerti di beneficenza, eventi come il Take Action Tour e le compilation Songs That Saved My Life e Songs That Saved My Life Vol.2.

## Artisti
Artisti che sono o sono stati sotto contratto con la Hopeless Records al 13 febbraio 2022.

### Attuali
- Aaron West and The Roaring Twenties
- Afterlife
- Anthony Raneri
- Bayside
- De'Wayne
- Destroy Boys
- Fame on Fire
- Foxing
- Grabbitz
- Illuminati Hotties
- John Floreani
- Kamiyada+
- Lølø
- Noahfinnce
- Oliver Francis
- Point North

- Prxjek
- Remy
- Scene Queen
- Sincere Engineer
- Stand Atlantic
- Sullivan King
- Sum 41
- Taking Back Sunday
- Tigers Jaw
- Trash Boat
- Travie McCoy
- Trophy Eyes
- Vaines
- What's Eating Gilbert
- The Wonder Years

### Passati
- 88 Fingers Louie
- Against All Authority
- Air Dubai
- All Time Low
- Amber Pacific
- Anarbor
- Andy Shauf
- Atom and His Package
- Avenged Sevenfold
- Between You & Me
- Break the Silence
- Circa Survive
- Coldrain
- Common Rider
- Cruel Hand
- Damion Suomi & The Minor Prophets
- The Dangerous Summer
- Digger
- Dillinger Four
- Divided by Friday
- Doll Skin
- Driver Friendly
- Dryjacket
- Dying in Designer
- Emarosa
- Enter Shikari
- Ever We Fall
- Falling Sickness
- Fifteen
- For the Foxes
- Funeral Oration
- Guttermouth
- Hands Like Houses
- Have Mercy
- Heckle
- Heroes of Modern Earth
- Hold Close
- The Human Abstract
- Hundredth
- Jeff Ott
- Kaddisfly
- The Kickdrums
- Lil Xtra
- Mêlée
- Mike Park
- Milk Teeth
- Moose Blood
- Mustard Plug
- Neck Deep
- New Found Glory
- The Nobodys
- Nural
- Oh, Weatherly
- The Queers
- The Ready Set
- Roam
- Ronen Kauffman
- Royden
- Samiam
- Scared of Chaka
- Selby Tigers
- Silverstein
- Somos
- Stairwell
- Story Untold
- Super Whatevr
- SycAmour
- Sylar
- There for Tomorrow
- Thrice
- Tiny Moving Parts
- Tonight Alive
- Tripp Underwood
- The Used
- Vanish
- Waterparks
- We Are the In Crowd
- The Weakerthans
- White Kaps
- With Confidence
- Worthwhile
- WSTR
- Yellowcard
- Young and Heartless

## Compilation
- 2011 – Love Is Hopeless
- 2011 – Another Hopeless Summer 2011
- 2012 – Another Hopeless Summer 2012
- 2012 – Hopeless for the Holidays
- 2018 – Songs That Saved My Life
- 2019 – Songs That Saved My Life Vol.2